# Mchinji (district)
Mchinji is een district in Centraal-Malawi. De hoofdstad heet ook Mchinji.
Het district heeft een inwoneraantal van 324.941 en een oppervlakte van 3356 km². Dit betekent dat het district een bevolkingsdichtheid van 96,83 inwoners per km² heeft.